# ジャ・ジャ
ジャ・ジャ（佳佳, Jia Jia、本名: 紀敏佳, Jǐ Mǐnjiā, ジ・ミンジャ、1982年6月30日 - ）は中華人民共和国の女性歌手、軍人である。四川省成都市出身。日本での所属レコード会社はTNX。現在は人民解放軍空軍政治部文工団に在籍。

## 略歴
- 2004年 - 女性ヴォーカリストオーディション「超級女声」に参加するが、結果は成都エリア予選第4位。
- 2005年 - 再び「超級女声」に参加し、杭州エリア予選優勝、更に全国最終決勝戦にて全15万人応募の第5位に選ばれる。
- 2006年4月12日 - シングル「佳信☆佳音」で紀敏佳として中国デビュー。
- 2006年11月22日 - シングル「CARRY THE LIGHT」（『銀河鉄道物語 〜永遠への分岐点〜』主題歌）でジャ・ジャとして日本デビュー。

## 作品

### ジャ・ジャ（日本国内）

#### シングル
1. CARRY THE LIGHT（2006年11月22日、PKCP-5075）

#### アルバム
1. ジャ・ジャ 1（2006年12月20日、QWCT-10003）

### 紀敏佳（中国内）

#### シングル
1. 佳信☆佳音（2006年4月12日）

#### アルバム
1. 全新紀敏佳 ～As Never Before（2006年6月6日）